# واله‌مایو
واله‌مایو (به ایتالیایی: Vallemaio) یک کومونه در ایتالیا است که در استان فروزینونه واقع شده‌است. واله‌مایو ۱۹٫۶ کیلومتر مربع مساحت و ۹۸۴ نفر جمعیت دارد و ۳۳۷ متر بالاتر از سطح دریا واقع شده‌است.